# Eimsbüttel (okręg administracyjny)

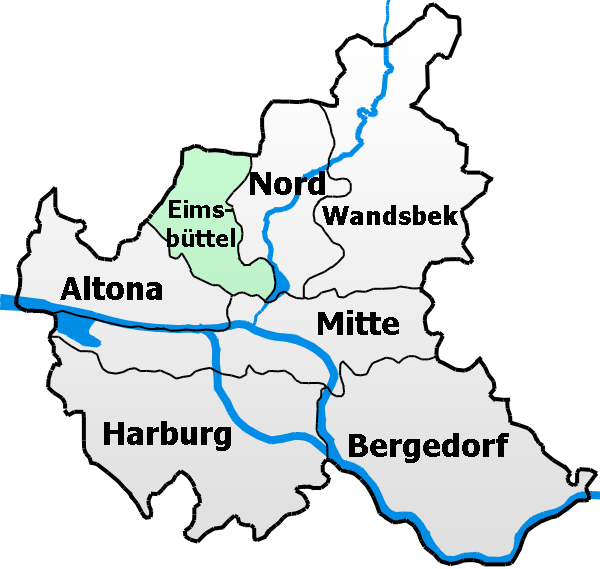
Mapa Hamburga z podziałem na okręgi administracyjne

Dzielnice Eimsbüttel

Eimsbüttel, Bezirk Eimsbüttel – okręg administracyjny w północno-zachodniej części Hamburga. Na jego terenie znajduje się Uniwersytet Hamburski, jak również miasteczko akademickie w dzielnicy Rotherbaum.
Eimsbüttel jest ważnym ośrodkiem przemysłu medialnego i reklamy w Niemczech.

## Położenie geograficzne
Eimsbüttel graniczy od wschodu z rzeką Alster, od południa i południowego zachodu granicą jest linia kolejowa Hamburg-Altonaer Verbindungsbahn.
Od północnego wschodu ograniczeniem jest Port lotniczy Hamburg, a od północy i północnego zachodu jest granicą miasta Hamburga z krajem związkowym Szlezwik-Holsztyn.
Eimsbüttel liczy ok. ćwierć miliona mieszkańców. W południowo-wschodniej części okręgu znajduje się wysoka i gęsta zabudowa miejska. W dzielnicach Rotherbaum i Harvestehude można spotkać okazałe wille w pobliżu rzeki Alster.
W kierunku dzielnic Stellingen i Lokstedt występuje charakterystyczna luźna zabudowa podmiejska a w dzielnicach Eidelstedt, Schnelsen i Niendorf zabudowa jednorodzinna.

## Dzielnice
Okręg Eimsbüttel dzieli się na dziewięć dzielnic:
1. Eidelstedt
2. Eimsbüttel
3. Harvestehude
4. Hoheluft-West
5. Lokstedt
6. Niendorf
7. Rotherbaum
8. Schnelsen
9. Stellingen

## Historia
Obecny okręg pojawił się dopiero w 1952, kiedy sześć do tej pory samodzielnych dzielnic zostało połączonych w jeden okręg i nazwanych od dzielnicy Eimsbüttel.
Aż do wcielenia do miasta Hamburg w 1938 w ramach tzw. ustawy o Wielkim Hamburgu (niem. Groß-Hamburg-Gesetz) z 26 stycznia 1937 roku były Stellingen i Eidelstedt przedmieściami wówczas samodzielnego miasta Altona a Lokstedt, Niendorf i Schnelsen tworzyły gminę Großlokstedt należącą wtedy do powiatu Pinneberg.

## Architektura
- kościół św. Jana

## Sport
- Eimsbütteler TV - klub piłkarski